# Quartier de la Bourse (Toulouse)
Pour les articles homonymes, voir Quartier de la Bourse.

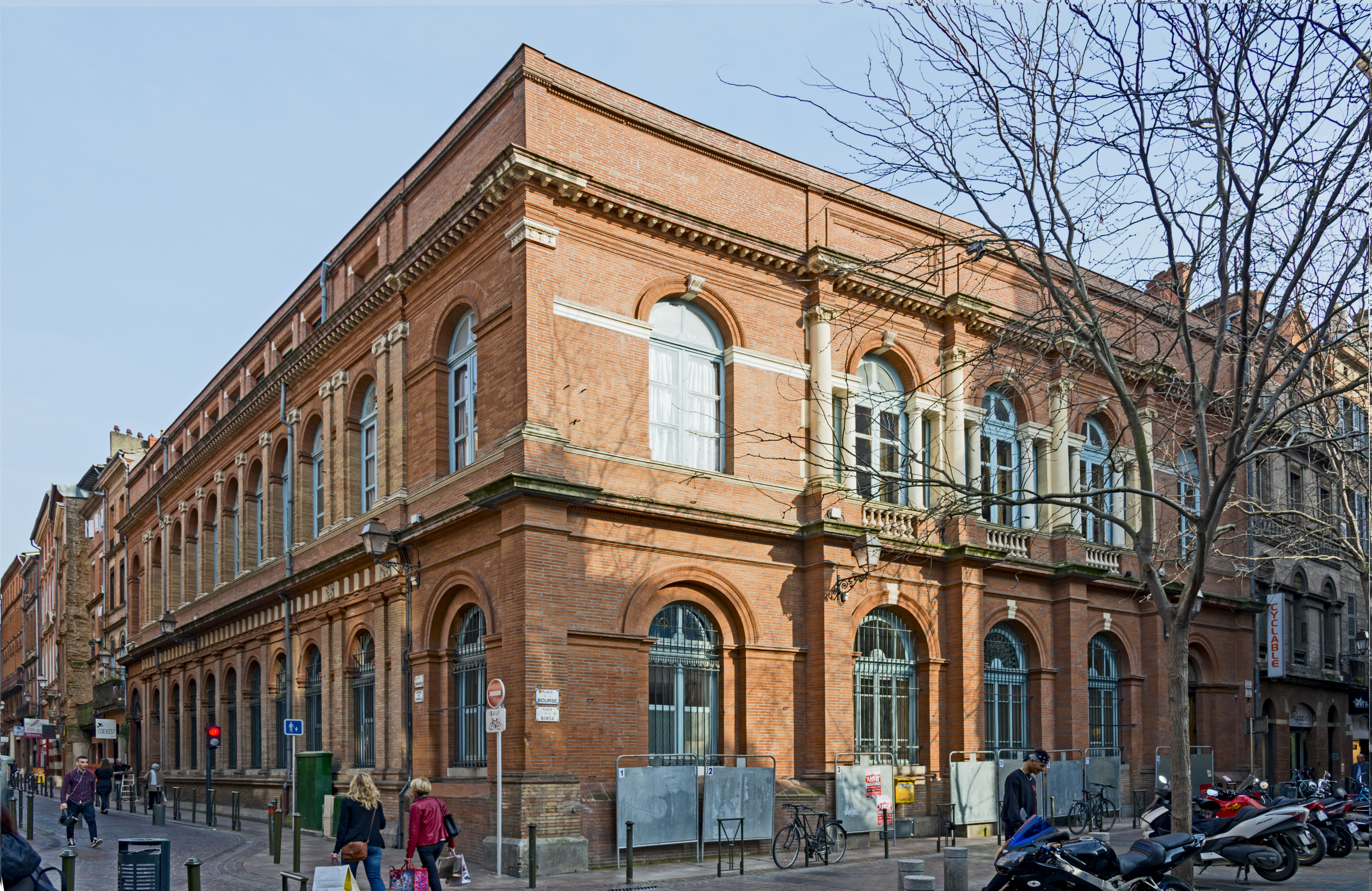
L'Hôtel de la Bourse sur la place éponyme

Le quartier de la Bourse est un petit quartier du centre ville de Toulouse. Il s'étale entre la Place Esquirol et la Rue Saint-Rome.
Il tient son nom de la Bourse des marchands. Cette institution, créée à Toulouse par lettre patente de juillet 1549, ancêtre à la fois de la Chambre de Commerce et du Tribunal de Commerce, établit son siège au début du XVIIe siècle dans un hôtel bâti sur l'emplacement d'un édifice qualifié de capella Hugolesii, au no 19 actuel de la place. En 1778, ce premier immeuble fut abandonné au profit de l'Hôtel de Bastard, sur l'actuel emplacement du Tribunal de Commerce. En 1836, les architectes Bonnal et Raynaud construisirent l'Hôtel actuel, qui abrita à la fois la bourse des agents de change, la chambre et le tribunal de commerce. Seul ce dernier y subsiste, la chambre de commerce ayant été transportée, en 1913, à son emplacement de la rue d'Alsace.
L'hôtel de la bourse est inscrit au titre des monuments historiques.